# Stutz Motor Company

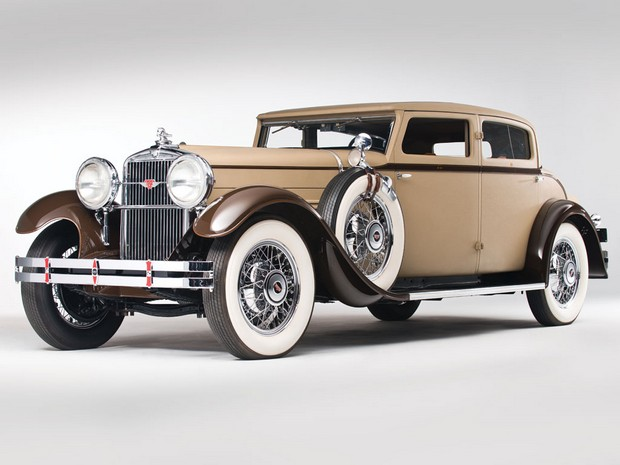
Stutz 8-Cylinder

Stutz Motor Company – amerykański producent samochodów osobowych z siedzibą w Indianapolis działający w latach 1911–1935.

## Historia
Przedsiębiorstwo zostało założone w 1911 roku pod nazwą Ideal Motor Car Company, a dwa lata później jego nazwa została zmieniona na Stutz Motor Company, czerpiąc nią od założyciela Harry'ego Stutza. W 1914 roku przedstawiony został pierwszy i zarazem sztandarowy produkt marki Stutz w postaci luksusowego modelu Bearcat. Tuż przed I wojną światową roczna produkcja Stutza wyniosła 2,2 tys. sztuk, z kolei tuż po niej ofertę wzbogaciła rodzina modelowa 8-Cylinder z autorskimi jednostkami napędowymi konstrukcji amerykańskiego przedsiębiorstwa.
Załamanie się rynku motoryzacyjnego w Stanach Zjednoczonych będącego pokłosiem wielkiego kryzysu przyniosło niesprzyjające warunki dla funkcjonowania takich firm jak Stutz. Wielkość produkcji w wyniku malejącego popytu drastycznie spadła, co spowodowało, że w 1934 roku zakłady w Indianapolis opuściło tylko 6 gotowych samochodów. Rok później Stutz Motor Company trwale zakończyło działalność i zniknęło z rynku. 

## Modele samochodów

### Historyczne
- Bearcat (1914–1925)
- 8-Cylinder (1926–1935)